# Râul Lăpuș

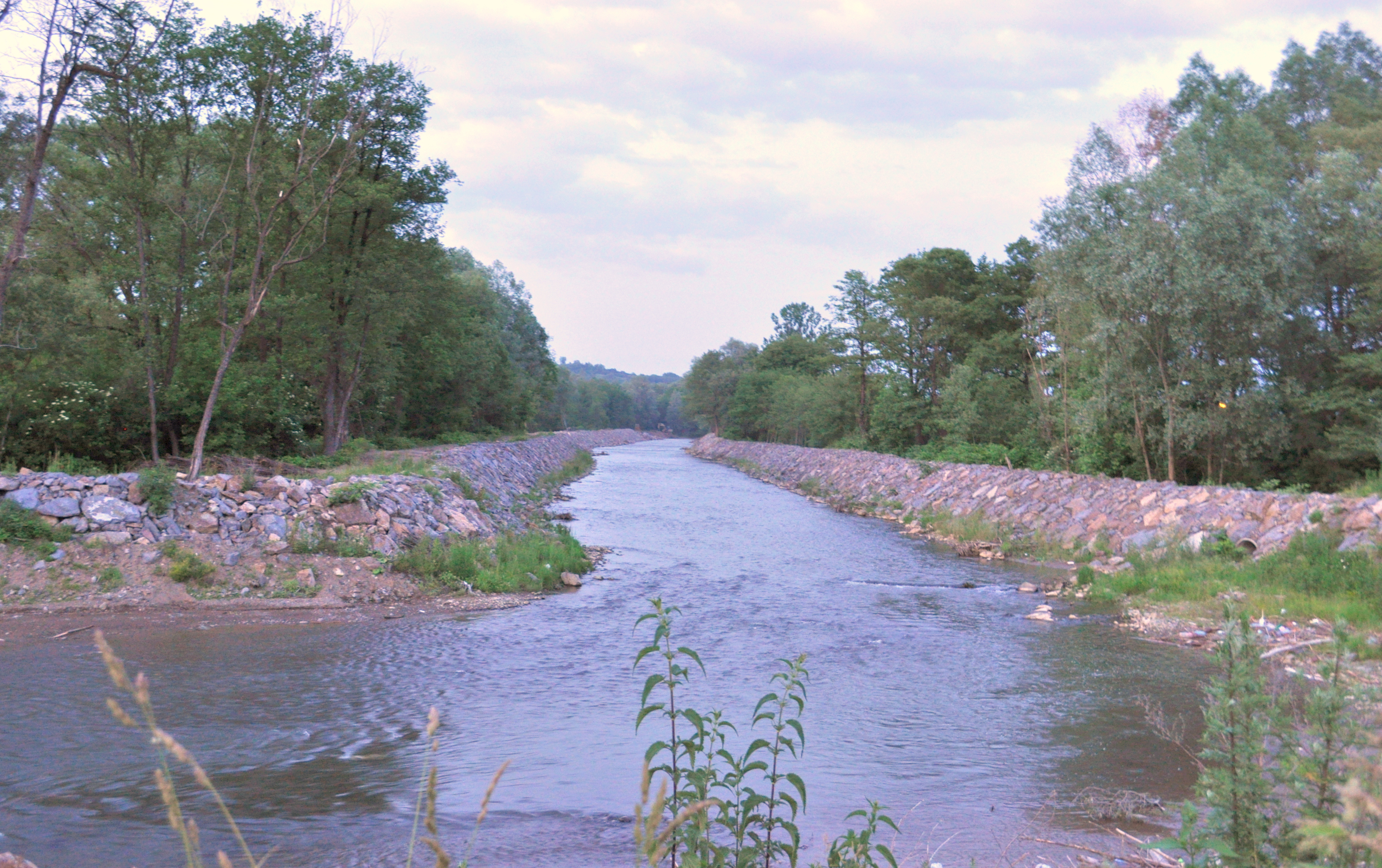
Râul Lăpuș la Preluca Nouă, Maramureș

 Afluent principal de dreapta al râului Someș, având o lungime de 112 km și o suprafață de recepție de 1875 km², se formează în Munții Țibleșului la confluența brațelor Izvorul Alb și Izvorul Negru. Bazinul său hidrografic definește, în partea sa superioară, limitele Țării Lăpușului, o Romanie populară, adică o unitate etnografică vecină a Maramureșului istoric. 
Trece prin orașul Târgu Lăpuș și prin satele Lăpuș, Rogoz. Răzoare, Aspra, Remetea Chioarului, Săcălășeni. Formează chei în aval de satul Răzoare.

## Hărți
- Harta județului Maramureș
- Harta muntii Gutâi  Arhivat în 4 martie 2016, la Wayback Machine.
- Harta zonei turistice Budești-Băiuț
- Harta munții Lăpuș [nefuncțională]